# Campeonato Europeo de Patinaje Artístico sobre Hielo de 1995
El LXXXVI Campeonato Europeo de Patinaje Artístico sobre Hielo se realizó en Dortmund (Alemania) del 29 de enero al 5 de febrero de 1995. Fue organizado por la Unión Internacional de Patinaje sobre Hielo (ISU) y la Federación Alemana de Patinaje sobre Hielo.
Participaron en total 142 patinadores de 30 países europeos.

## Resultados

### Masculino
| Puesto | Nombre                 | País    | Puntos |
| ------ | ---------------------- | ------- | ------ |
| Oro    | Iliá Kulik             | Rusia   |        |
| Plata  | Alekséi Urmánov        | Rusia   |        |
| Bronce | Viacheslav Zagorodniuk | Ucrania |        |

### Femenino
| Puesto | Nombre          | País    | Puntos |
| ------ | --------------- | ------- | ------ |
| Oro    | Surya Bonaly    | Francia |        |
| Plata  | Olga Markova    | Rusia   |        |
| Bronce | Elena Liashenko | Ucrania |        |

### Parejas
| Puesto | Nombre                           | País            | Puntos |
| ------ | -------------------------------- | --------------- | ------ |
| Oro    | Mandy Wotzel / Ingo Steuer       | Alemania        |        |
| Plata  | Radka Kovaříková / René Novotný  | República Checa |        |
| Bronce | Engenia Shishkova / Vadim Naúmov | Rusia           |        |

### Danza en hielo
| Puesto | Nombre                               | País      | Puntos |
| ------ | ------------------------------------ | --------- | ------ |
| Oro    | Susanna Rahkamo / Petri Kokko        | Finlandia |        |
| Plata  | Sophie Moniotte / Pascal Lavanchy    | Francia   |        |
| Bronce | Anzhelika Krylova / Oleg Ovsiánnikov | Rusia     |        |

## Medallero
| Núm. | País            | Oro | Plata | Bronce | Total |
| ---- | --------------- | --- | ----- | ------ | ----- |
| 1    | Rusia           | 1   | 2     | 2      | 5     |
| 2    | Francia         | 1   | 1     | 0      | 2     |
| 3    | Alemania        | 1   | 0     | 0      | 1     |
| 3    | Finlandia       | 1   | 0     | 0      | 1     |
| 5    | República Checa | 0   | 1     | 0      | 1     |
| 6    | Ucrania         | 0   | 0     | 2      | 2     |
|      | TOTAL           | 4   | 4     | 4      | 12    |